# Tekstilščiki (stanice metra v Moskvě)
Tekstilščiki (rusky Текстильщики) je stanice moskevského metra. Pojmenována byla podle nedalekých textilních závodů a potažmo podle čtvrti, ve které se částečně nachází. Jedná se o stanici přestupní, možno zde přestoupit na stejnojmennou stanici Tagansko-Krasnopresněnské linky.

## Charakter stanice
Tekstilščiki se nachází ve východní části Tagansko-Krasnopresněnské linky. Je to podzemní mělce založená (13 m pod povrchem) stanice s ostrovním nástupištěm podpíraná dvěma řadami sloupů. Sloupy jsou obložené šedým mramorem, podlaha pak šedou žulou; stěny za nástupištěm sklem (dekorativní sklo v červené barvě bylo zde v síti celého moskevského metra použité poprvé) uchyceným v hliníkových rámech. Má dva vestibuly, západní povrchový a východní podzemní. Východním směrem ze stanice vychází trať na povrch, úsek mezi stanicemi Tekstilščiki a Volgogradskij prospekt je nejdelší v celé síti metra; měří 3,5 km. Denně tu vystoupí a nastoupí 103 000 cestujících. Tekstilščiki veřejnosti slouží od 31. prosince roku 1966.